# Castiarina cracenta
Castiarina cracenta es una especie de escarabajo del género Castiarina, familia Buprestidae. Fue descrita científicamente por Barker en 1986.